# 真鍋安政
真鍋 安政（まなべ やすまさ、1948年11月5日 - 2016年11月5日）は、山口県宇部市出身のプロ野球選手（内野手）。右投右打。

## 来歴
宇部鴻城高等学校時代は主将を務め、春の中国地区大会の準決勝で下関市立下関商業高等学校を破るなど、攻守の要として活躍。中国地方では指折りの打てる大型内野手として知られていた。通算打率.318。
1966年の第1次ドラフト会議で巨人から4位指名され入団。
1972年限りで一軍公式戦の出場がないまま引退した。

## 詳細情報

### 年度別投手成績
- 一軍公式戦出場なし

### 背番号
- 48 （1967年 - 1972年）